# Parc national de Daisetsuzan
Le parc national de Daisetsuzan (大雪山国立公園, Daisetsuzan-kokuritsukōen, aussi prononcé Taisetsuzan) est un parc national japonais situé sur l'île d'Hokkaidō. C'est un parc de 2 267,64 km2 créé le 4 décembre 1934, grâce à l'entêtement de Ryutaro Ota, un maire de la région. C'est le plus grand parc national du Japon.
Le nom signifie « grandes montagnes enneigées », allusion aux cinq montagnes qui dépassent 2 000 mètres dans le parc. Le mont Asahi (2 290 mètres), situé au nord du parc, est le plus haut sommet d’Hokkaidō.
On trouve dans le parc plusieurs petites chaînes de volcans en activité :
- le groupe volcanique Daisetsuzan — dans la partie nord du parc, il inclut le mont Asahi ;
- le groupe volcanique Tokachi — au sud-ouest du parc, du nom du mont Tokachi ;
- le groupe Shikaribetsu — dans la partie est du parc.

Ces groupes de volcans se tiennent autour d'un plateau central dominé par le mont Tomuraushi.
Le parc est célèbre pour sa flore et sa faune sauvage qui abrite beaucoup d'espèces rares, dont la plupart des derniers ours bruns de l'archipel, ainsi que des pikas.
Le parc de Daisetsuzan comprend des sources chaudes (onsen)